# Die Hölle am Ende der Welt
Die Hölle am Ende der Welt (Originaltitel: Popsy Pop) ist ein französisch-italienischer Spielfilm aus dem Jahre 1971.

## Handlung
Das Dorf Vista Alegra liegt in Venezuela und lebt von seinen Diamantenminen. Dies lockt immer wieder auch allerhand Gesindel an. Der Gangster Marco reist mit seinen Kollegen und der attraktiven Popsy nach Vista Alegra, um das Diamantendepot auszurauben und die Diamanten außer Landes zu bringen. Zum Plan gehört, dass die Stripperin Popsy Pop den Polizeichef Silva verführt, um ihn so vom Raub abzulenken. Der Raub gelingt, doch Popsy trickst auch Marco und seine Bande aus. Allein flieht sie mit den Diamanten in einem Helikopter und wird von Marco wie auch von Inspektor Silva gejagt. Von Venezuela geht es zunächst nach Santo Domingo und schließlich nach Haiti zu einem Voodoopriester.

## Hintergrund
Der Film erlebte seine Uraufführung am 10. März 1971 in Frankreich. In Deutschland kam der Film nicht in die Kinos und wurde erstmals 1989 auf SAT 1 im Fernsehen gezeigt.

## Kritiken
„Langweiliger Abenteuerfilm, der seine Geschichte mit einigen Grausamkeiten, etwas Erotik und mit exotischen Kulissen über die Runden bringen will.“